# Seznam čeških violinistov
Seznam čeških violinistov.

## B
- František Benda
- Jiří Antonín Benda
- Josef Beneš/Joseph Benesch (1795—1873)
- Ludmila Bertlová
- Heinrich Ignaz Franz von Biber
- Iva Bittová

## D
- František Drdla

## F
- Jaromír Funke

## H
- Václav Hudeček

## J
- Leopold Janša/Jansa (1795—1875)

## K
- Josef Koudelka
- Jan Kubelík

## N
- Václav Neumann

## P
- Frank Plicka
- Váša Příhoda

## S
- Jan Saudek
- Alexander Seik
- Jan Hanuš Sitt
- Václav Snítil
- Jan Václav Stamic
- Karel Stamic
- Tono Stano
- Josef Sudek
- Josef Suk

## Š
- Ignác Šechtl
- Josef Jindřich Šechtl
- Otakar Ševčík
- Jan Šlais

## T
- Fran(tišek) Topič

## V
- Antonín Vranický

## Z
- Adolf Zika